# Guatemalas departementer
Guatemalas departementer (departamentos) er den overordnede administrative inddeling af Guatemala. Landet er inddelt i 22 departementer, og disse er igen inddelt i 332 kommuner (municipios). 
| #  | Departement    | Hovedstad             | Areal (km²) | Indbyggere. (2006) |
| -- | -------------- | --------------------- | ----------- | ------------------ |
| 1  | Alta Verapaz   | Cobán                 | 8686        | 914.414            |
| 2  | Baja Verapaz   | Salamá                | 3124        | 245.787            |
| 3  | Chimaltenango  | Chimaltenango         | 1979        | 519.667            |
| 4  | Chiquimula     | Chiquimula            | 2376        | 342.681            |
| 5  | Petén          | Flores                | 35.854      | 441.799            |
| 6  | El Progreso    | Guastatoya            | 1922        | 150.826            |
| 7  | El Quiché      | Santa Cruz del Quiché | 8378        | 769.364            |
| 8  | Escuintla      | Escuintla             | 4384        | 610.731            |
| 9  | Guatemala      | Guatemala             | 2126        | 2.975.417          |
| 10 | Huehuetenango  | Huehuetenango         | 7400        | 986.224            |
| 11 | Izabal         | Puerto Barrios        | 9038        | 364.924            |
| 12 | Jalapa         | Jalapa                | 2063        | 279.242            |
| 13 | Jutiapa        | Jutiapa               | 3219        | 426.497            |
| 14 | Quetzaltenango | Quetzaltenango        | 1951        | 735.162            |
| 15 | Retalhuleu     | Retalhuleu            | 1856        | 273.328            |
| 16 | Sacatepéquez   | Antigua               | 465         | 278.064            |
| 17 | San Marcos     | San Marcos            | 3791        | 905.116            |
| 18 | Santa Rosa     | Cuilapa               | 2955        | 332.724            |
| 19 | Sololá         | Sololá                | 1061        | 361.184            |
| 20 | Suchitepéquez  | Mazatenango           | 2510        | 464.304            |
| 21 | Totonicapán    | Totonicapán           | 1061        | 395.324            |
| 22 | Zacapa         | Zacapa                | 2690        | 215.050            |